# Африканская конфедерация волейбола
Африканская конфедерация волейбола (фр. Confederation Africaine de Volleyball, сокр. CAVB) — управляющая африканским волейболом структура. Объединяет 54 национальные федерации. Представляет Международную федерацию волейбола (ФИВБ) в странах Африки. Штаб-квартира находится в Рабате (Марокко). С 2020 года президентом CAVB является Бюшра Хаджидж (Марокко).

## История
Африканская комиссия волейбола была образована в 1965 году. Ей были поручены организация и развитие волейбола в странах Африки. В её состав включены национальные федерации 25 стран африканского континента, являвшихся на тот момент членами ФИВБ. В их числе один из основателей ФИВБ Египет. Если на 1961 год в составе Международной федерации волейбола было всего 8 африканских стран, то через три года их насчитывалось уже 22. Бурный рост африканского представительства в международном спортивном движении связан с обретением странами «чёрного континента» независимости. В 1972 году Африканская комиссия волейбола была преобразована в конфедерацию и получила нынешнее название.
В 1965 году в Браззавиле (Конго) прошёл первый волейбольный турнир мужских сборных в рамках I Всеафриканских игр, а в 1978 году в рамках III Всеафриканских игр в Алжире (Алжир) — первый аналогичный турнир среди женщин.
В 1967 году был проведён первый Чемпионат Африки по волейболу среди мужских команд. В 1976 прошёл первый аналогичный турнир среди женских национальных сборных африканского континента.
С 1984 года проводятся чемпионаты Африки по волейболу среди мужских молодёжных команд, а с 1986 — и среди женских сборных. В 1994 году был проведён первый чемпионат Африки среди юношей, а в 2004 — и среди девушек.

## Президенты CAVB
- 1965—1966 —  Али бен Дуаджи
- 1966—1989 —  Шадли Зуитен
- 1989—1995 —  Селим Насеф
- 1995—2001 —  Габриэль Лоури-Гиги
- 2001—2020 —  Амр Элвани
- с 2020 —  Бюшра Хаджидж

## Структура CAVB
Высший орган Африканской конфедерации волейбола — Генеральная ассамблея.
Для решения задач, поставленных Генеральной ассамблеей перед CAVB, а также уставных требований, делегаты ассамблеи избирают Административный совет в составе 18 членов. Он собирается не реже одного раза в год. Из состава своих членов Административный совет избирает Исполнительный комитет, который проводит в жизнь решения Генеральной ассамблеи, а также организует повседневную деятельность CAVB. Руководит его работой Президент Африканской конфедерации волейбола.
Для решения специальных задач, стоящих перед CAVB, в её структуре созданы постоянные технические комитеты: спортивно-организационный, юридический, судейский, медицинский, технический и тренерский, комиссия пляжного волейбола.
В составе Африканской конфедерации волейбола образованы также территориальные зоны. Всего их 7: 1-я (североафриканская), 2-я (атлантическая), 3-я (западноафриканская), 4-я (центральноафриканская), 5-я (восточноафриканская), 6-я (южноафриканская) и 7-я (Индийского океана).

### Руководство
- Президент —  Бюшра Хаджидж.
- 1-й вице-президент —  Антониу Карлуш Родригеш.
- Вице-президент и казначей —  Казимир Савадого.
- Вице-президенты —  Халид Абдалла Хамад,  Идрис Докони Адикер,  Аднан Абдалла Бакбак,  Фредрек Ндлову,  Луи Рвакиранья.

## Официальные соревнования
В рамках своей деятельности Африканская конфедерация волейбола отвечает за проведение следующих турниров:
- Волейбольные турниры в рамках Всеафриканских игр — один раз в четыре года в предолимпийский сезон
- Чемпионаты Африки среди национальных сборных команд — один раз в два года по нечётным годам (с 2026 - по чётным)
- Чемпионаты Африки среди молодёжных сборных команд — один раз в два года по чётным годам
- Чемпионаты Африки среди юниорских сборных команд — один раз в два года по чётным годам
- Чемпионаты Африки среди младших юниорских сборных команд — один раз в два года по нечётным годам
- Квалификационные турниры к олимпийским волейбольным турнирам, чемпионатам мира среди национальных сборных команд и чемпионатам мира среди молодёжных сборных команд
- Клубные чемпионаты Африки — ежегодно
- Чемпионаты Африки по пляжному волейболу

- Чемпионаты Африки среди старших молодёжных сборных команд — отменены

## Члены CAVB
| Страна                           | Национальная федерация                       | Год вступления в ФИВБ | Сайт                           | Зона |
| -------------------------------- | -------------------------------------------- | --------------------- | ------------------------------ | ---- |
| Алжир                            | Algerian Volley-Ball Federation              | 1964                  | afvb.org                       | 1    |
| Ангола                           | Federaçãо Angolana de Voleibol               | 1978                  |                                | 6    |
| Бенин                            | Federation Beninoise de Volley-Ball          | 1964                  |                                | 3    |
| Ботсвана                         | Botswana Volleyball Federation               | 1988                  |                                | 6    |
| Буркина-Фасо                     | Federation de Volley-Ball de Burkina Faso    | 1964                  |                                | 3    |
| Бурунди                          | Federation Burundaise de Volley-Ball         | 1992                  |                                | 4    |
| Габон                            | Federation Gabonaise de Volley-Ball          | 1965                  |                                | 4    |
| Гамбия                           | Gambia Volleyball Association                | 1972                  |                                | 2    |
| Гана                             | Ghana Volleyball Association                 | 1961                  |                                | 3    |
| Гвинея                           | Federation Guineenne de Volley-Ball          | 1961                  |                                | 2    |
| Гвинея-Бисау                     | Federaçãо de Voleibol da Guine-Bissau        | 1992                  |                                | 2    |
| Джибути                          | Federation Djiboutienne de Volley-Ball       | 1984                  |                                | 5    |
| Египет                           | Egyptian Volleyball Federation               | 1947                  | egyvb.org                      | 5    |
| Замбия                           | Zambia Volleyball Association                | 1970                  |                                | 6    |
| Зимбабве                         | Zimbabwe Volleyball Association              | 1982                  |                                | 6    |
| Кабо-Верде                       | Federaçãо Cabo-Verdiana de Voleibol          | 1988                  |                                | 2    |
| Камерун                          | Federation Camerounaise de Volley-Ball       | 1964                  | fecavolley.org                 | 4    |
| Кения                            | Kenya Volleyball Federation                  | 1964                  | volleyballkenya.org            | 5    |
| Коморские Острова                | Federation Comorienne de Volley-Ball         | 1982                  |                                | 7    |
| Конго                            | Federation Congolaise de Volley-Ball         | 1964                  |                                | 4    |
| Демократическая Республика Конго | Federation de Volley-Ball du Congo           | 1964                  | fevoco.com                     | 4    |
| Кот-д'Ивуар                      | Federation Ivoirienne de Volley-Ball         | 1964                  |                                | 3    |
| Лесото                           | Lesotho Volleyball Association               | 1992                  | lnoc.org.ls                    | 6    |
| Либерия                          | Liberia Volleyball Federation                | 1987                  |                                | 3    |
| Ливия                            | Libyan Volleyball Federation                 | 1968                  | libyavbf.com                   | 1    |
| Маврикий                         | Mauritius Volleyball Association             | 1959                  | amvb.com02.com                 | 7    |
| Мавритания                       | Federation Mauritanienne de Volley-Ball      | 1964                  |                                | 2    |
| Мадагаскар                       | Federation Malgache de Volley-Ball           | 1964                  |                                | 7    |
| Малави                           | Volleyball Association of Malawi             | 1984                  |                                | 6    |
| Мали                             | Federation Malienne de Volley-Ball           | 1964                  |                                | 2    |
| Марокко                          | Federation Royale Marocaine de Volley-Ball   | 1959                  |                                | 1    |
| Мозамбик                         | Federaçãо Moçambicana de Voleibol            | 1978                  |                                | 6    |
| Намибия                          | Namibian Volleyball Federation               | 1991                  | namibiavolleyball.org          | 6    |
| Нигер                            | Federation Nigerienne de Volley-Ball         | 1964                  |                                | 3    |
| Нигерия                          | Nigeria Volleyball Federation                | 1972                  |                                | 3    |
| Руанда                           | Federation Rwandaise de Volley-Ball          | 1978                  | frvb.rw                        | 5    |
| Сан-Томе и Принсипи              | Federaçãо Santomense de Voleibol             | 1984                  |                                | 4    |
| Сейшельские Острова              | Seychelles Volleyball Federation             | 1982                  |                                | 7    |
| Сенегал                          | Federation Senegalaise de Volley-Ball        | 1961                  | senegalvolleyball.sn           | 2    |
| Сомали                           | Somali Volleyball Federation                 | 1972                  |                                | 5    |
| Судан                            | Sudan Volleyball Association                 | 1972                  |                                | 5    |
| Сьерра-Леоне                     | Federation de Volley-Ball de la Sierra Leone | 1992                  |                                | 2    |
| Танзания                         | Tanzania Volleyball Association              | 1984                  | tanzaniavolleyball.or.tz       | 5    |
| Того                             | Federation Togolaise de Volley-Ball          | 1968                  | ftvb.tg                        | 3    |
| Тунис                            | Federation Tinisienne de Volley-Ball         | 1957                  | ftvb.org                       | 1    |
| Уганда                           | Uganda Volleyball Federation                 | 1982                  | ugandavolleyballfederation.com | 5    |
| Центральноафриканская Республика | Federation Centrafricaine de Volley-Ball     | 1964                  |                                | 4    |
| Чад                              | Federation Tchadienne de Volley-Ball         | 1964                  |                                | 4    |
| Экваториальная Гвинея            | Federacion Ecuatoguineana de Voleibol        | 1992                  |                                | 4    |
| Эритрея                          | Eritrean National Volleyball Federation      | 1998                  |                                | 5    |
| Эсватини                         | Eswatini National Volleyball Association     | 1984                  |                                | 6    |
| Эфиопия                          | Ethiopian Volleyball Federation              | 1955                  |                                | 5    |
| Южно-Африканская Республика      | Volleyball South Africa                      | 1992                  | volleyballsa.co.za             | 6    |
| Южный Судан                      | South Sudan Volleyball Federation            | 2020                  |                                | 5    |